# .475 Nitro Express
El .475 Nitro Express es un cartucho metálico de rifle británico desarrollado a inicios del siglo XX.

## Diseño
El .475 Nitro Express es un cartucho que ligeramente reduce su diámetro, no abotellado y anillado, muy similar en aspecto al .450 Nitro Express, diseñado para uso rifles dobles y mono tiro.
Las cargas originales disparaban un proyectil de 480 granos a una velocidad de 2,175 pies/segundo. Estas cargas todavía son producidas. Adicionalmente, Westley Richards produce una carga con una bala de 500 granos disparada a 2,125 pies por segundo.

## Historia
Se estima que el .475 Nitro Express estuvo introducido alrededor del año 1900, antes de la prohibición de uso de munición calibre .450 por parte del Ejército británico en1907 en India y el Sudán. El cartucho es similar al .470 Nitro Express, ..475 No 2 Nitro Express, y .476 Nitro Express.

## Uso
El .475 Nitro Express es un cartucho de caza mayor de gran calibre, muy similar al .470 Nitro Express. En términos balísticos, es casi idéntico al .450 Nitro Express, con una bala de diámetro más grande; si esto es unos restos de ventaja  en disputa.